# Wioska (Rakoniewice)

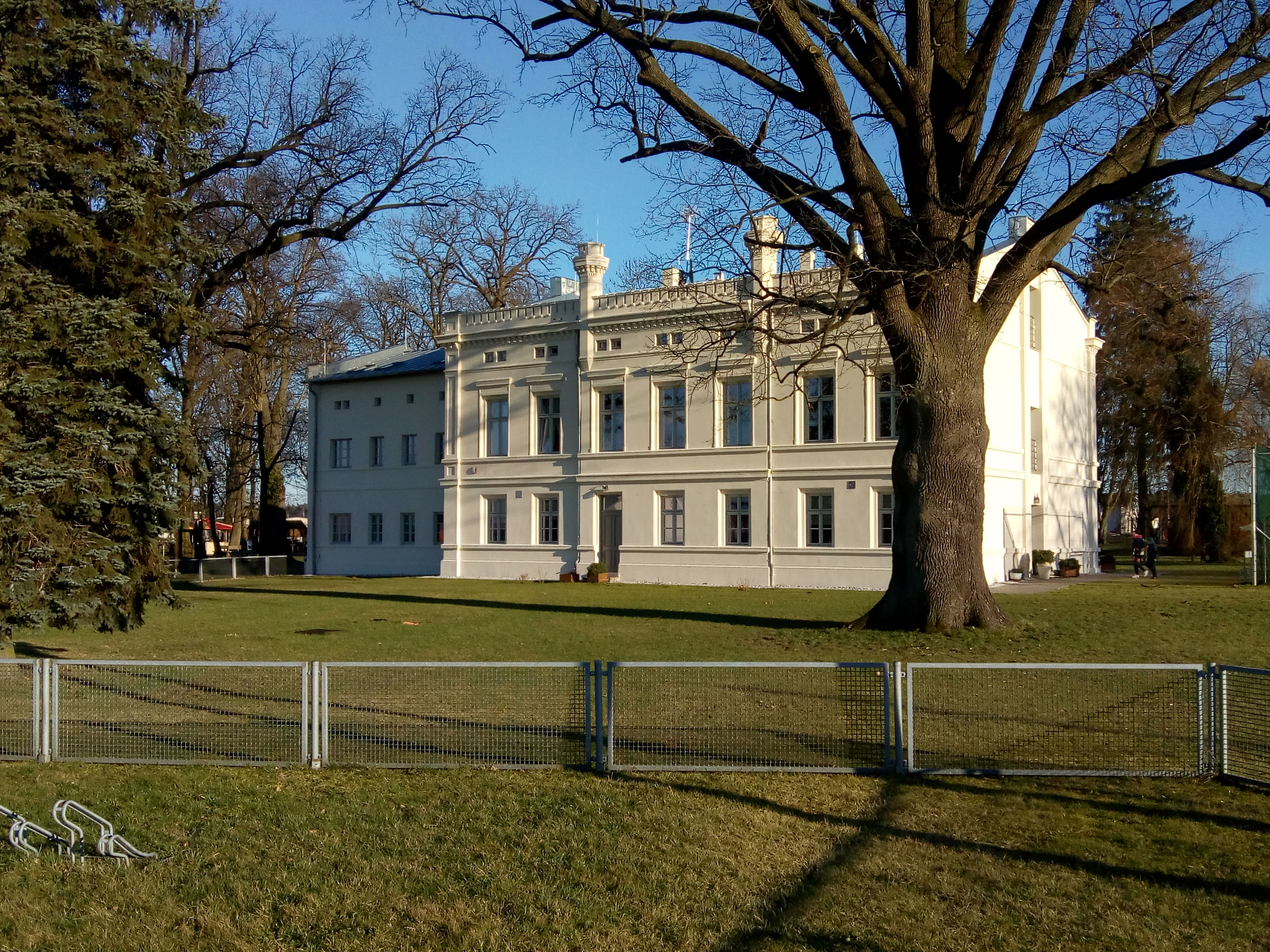
Palast in Wioska nach seiner Renovierung

Wioska (deutsch Wioska, 1939–1945 Schlieffenwalde) ist ein Dorf in der Woiwodschaft Großpolen, im Powiat Grodziski, in der Gemeinde Rakoniewice. Der Ort liegt 6 Kilometer nordwestlich von Rakoniewice und 53 Kilometer südwestlich von Posen. Sehenswert in Wioska ist ein Palast, der von einer Parkanlage umgeben ist. Bis 1945 gehörte das Landgut der deutschen Familie von Schlieffen. Hermann von Schlieffen fiel im Ersten Weltkrieg und wurde in Wioska beigesetzt. Sophie Charlotte von Schlieffen starb 1945.